# Microsoft AutoRoute
Microsoft AutoRoute是一个已停止开发的电子地图程序，它是Microsoft Streets & Trips的欧洲版本。可用范围涵盖英国和整个欧洲，包括俄罗斯，以及亚美尼亚、阿塞拜疆、格鲁吉亚、塞浦路斯和整个土耳其。与Streets & Trips一样，它也有一个附带GPS导航器的版本。AutoRoute的最终版本是AutoRoute 2013，其最终于2015年与Microsoft Streets & Trips和Microsoft MapPoint一起停止服务。
AutoRoute的功能包括提前计算里程、路途时间和费用，它还有一个个性化工具可帮助用户计划休息地点、途中绕道至风景优美的路线和计划途中加油。

## 引用
1. 1 2 3  . microsoft.com. 微软.   [2014-07-08]. （原始内容存档于2018-01-21）.
2. ↑  Popa, Bogdan. . softpedia. 2014-07-07  [2022-04-17]. （原始内容存档于2021-10-10） （英语）.
3. ↑  . www.solvusoft.com.   [2022-04-17]. （原始内容存档于2022-04-17）.
4. ↑  . web.archive.org. 2013-05-22  [2022-04-20]. 原始内容存档于2013-05-22.
5. ↑  . support.microsoft.com.   [2022-04-17]. （原始内容存档于2021-04-22）.
6. ↑  . web.archive.org. 2010-02-04  [2022-04-17]. 原始内容存档于2010-02-04.